# Каноза-Санніта
Каноза-Санніта (італ. Canosa Sannita) — муніципалітет в Італії, у регіоні Абруццо, провінція К'єті.
Каноза-Санніта розташована на відстані близько 160 км на схід від Рима, 75 км на схід від Л'Аквіли, 13 км на південний схід від К'єті.
Населення — 1411 осіб (2014).
Щорічний фестиваль відбувається 1 травня. Покровитель — Филип.

## Демографія
Населення за роками:

Станом на 1 січня 2023 року в муніципалітеті офіційно проживало 59 іноземців з 19 країн, серед них 31 громадянин країн Євросоюзу та 2 громадяни України.

## Сусідні муніципалітети
- Арі
- Арієллі
- Креккьо
- Джуліано-Театіно
- Орсонья
- Толло